# Clinotanypus rugosus
Clinotanypus rugosus är en tvåvingeart som beskrevs av Freeman 1955. Clinotanypus rugosus ingår i släktet Clinotanypus och familjen fjädermyggor. Inga underarter finns listade i Catalogue of Life.